# Perth and Kinross
Perth and Kinross (en gaélico escocés: Peairt agus Ceann Rois) es un concejo de Escocia (Reino Unido). Limita con los concejos de Aberdeenshire, Angus, Dundee, Fife, Clackmannanshire, Stirling, Argyll and Bute y Highland. Corresponde aproximadamente pero no de manera exacta con los antiguos condados de Perthshire y Kinross-shire. La ciudad de Perth es el centro administrativo y la ciudad más poblada del concejo.

### Localidades
- Aberfeldy
- Abernethy
- Almondbank
- Alyth
- Auchterarder
- Bankfoot
- Blackford
- Blairgowrie
- Braco
- Bridge of Earn
- Burrelton
- Comrie
- Coupar Angus
- Crieff
- Crook of Devon
- Dunkeld
- Dunning
- Errol
- Forgandenny
- Glenfarg
- Inchture
- Invergowrie
- Kinnesswood
- Kinross
- Longforgan
- Luncarty
- Methven
- Milnathort
- Murthly
- Muthill
- Perth
- Pitlochry
- Scone
- Stanley
- St Madoes[5]